# Stadion Josefa Kohouta
Stadion Josefa Kohouta – stadion do rugby w Říčanach niedaleko Pragi, w Czechach. Obiekt może pomieścić 4700 widzów. Swoje spotkania rozgrywają na nim rugbyści klubu RC Říčany.
Boisko dawniej należało do klubu piłkarskiego Meteor. Po II wojnie światowej zaczęli z niego korzystać również rugbyści, którzy z czasem stali się jedynymi użytkownikami areny. Za czasów Czechosłowacji klub rugby z Říčan dwukrotnie zostawał wicemistrzem kraju (w latach 1970 i 1974). Po podziale Czechosłowacji zespół siedmiokrotnie zdobywał tytuł Mistrza Czech (w latach 1996, 2001, 2004, 2005, 2006, 2011 i 2012). Na obiekcie grały także reprezentacje Czechosłowacji oraz Czech w rugby. W 2001 roku zmarł założyciel RC Říčany, Josef Kohout. Jeszcze tego samego roku obiekt nazwano jego imieniem. Tuż obok stadionu rugby mieści się także boisko klubu piłkarskiego FK Říčany.